# Dornier Do 32
Die Dornier Do 32 war ein einsitziger, zusammenfaltbarer Militärhubschrauber aus dem Jahr 1962 der deutschen Dornier-Werke. Er entstand auf der Grundlage einer militärischen Forderung, die vorsah, beim Heer auf Kompanie-Ebene einen einsitzigen Hubschrauber für Verbindungszwecke einzuführen.
Dieser Hubschrauber sollte in einem von einem Bundeswehr-Geländewagen gezogenen Transportanhänger gefaltet mitgeführt werden. Bei Bedarf sollte er leicht aufgebaut werden können. Eine weitere wesentliche Forderung war, dass die Ausbildung eines Piloten hinsichtlich der Zeitdauer mit der eines Kradfahrers vergleichbar sein sollte; damit kam nur ein Blattspitzen-Rückstoßantrieb in Frage, der keinen Drehmomentausgleich durch den Piloten erfordert. Um eine komplizierte Navigationsausbildung zu vermeiden, sollte der Pilot sich ausschließlich an Straßen und Eisenbahnen orientieren.
Es war von der Truppe zunächst die Beschaffung von 1.000 Hubschraubern gefordert. Die Stückzahl wurde mehrfach, zuletzt auf 350, reduziert. Dann gab das Heer dieses Vorhaben auf. Weder ein Entwicklungsauftrag noch ein Serienauftrag wurde an die Dornier-Werke erteilt, die die Entwicklung auf eigenes Risiko begonnen hatte.

## Beschreibung des Hubschraubers

### Antrieb

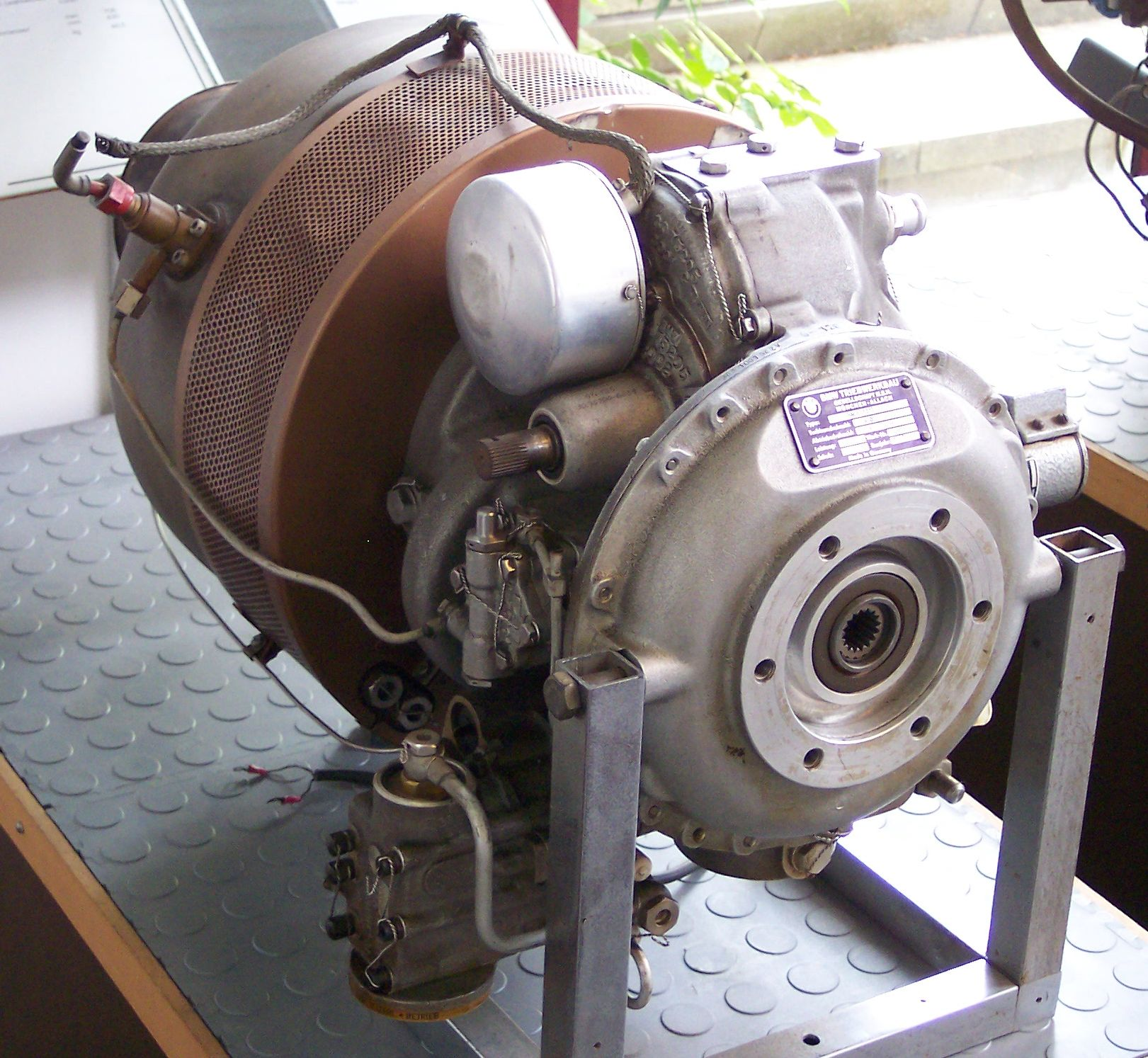
Das Triebwerk der Do 32, eine Gasturbine BMW 6012

Der Entwurf zeichnete sich durch verhältnismäßig einfachen und klaren Aufbau aus. Eine kleine, mit Kraftstoffen aller Art zu betreibende BMW-Gasturbine mit angebautem Luftverdichter, Typ 6012 L (heute MAN Turbo 6012) von etwa 74 kW (100 PS) und 440 N Restschub lieferte die Luft für den so genannten „kalten“ Blattspitzenantrieb. Sie wurde durch Schläuche und den hohlen Rotorkopf in die beiden ebenso hohlen Rotorblätter geleitet, wo sie an den Blattenden aus nach hinten gerichteten Düsen austrat und durch ihren Rückstoß den Rotor nach dem Prinzip des Segnerschen Wasserrades in Bewegung setzte. Da somit kein auf den Rumpf rückwirkendes Drehmoment vorhanden war, erübrigte sich der sonst bei den meisten Hubschraubern notwendige Heckrotor. Die Steuerung um die Hochachse übernahm ein im Abgasstrahl der Turbine sitzendes Seitenruder, das wegen der Hitzebeanspruchung aus hochfestem Stahl bestand. Die Steuerung um die beiden anderen Achsen erfolgte in der üblichen Weise durch Verschwenken der Rotorkreisebene mit Hilfe eines vom Rotorkopf nach unten hängenden Steuerknüppels. Das entspricht jedoch einer Verlagerung des Angriffpunkts der Gewichtskraft (vulgo Schwerpunkt) des Helikopter-Korpus samt Pilot weg vom Mittelpunkt des Rotorkreises.

### Der Rotor
Die Blätter des zweiflügeligen Rotors mit symmetrischem Profil bestanden aus einem gezogenen Leichtmetallprofilrohr, in dessen Innenraum die Luft zu den Blattenden strömte. Da diese verdichtete Luft ziemlich warm war, bestand für die Rotorblätter keine Gefahr eines etwaigen Eisansatzes. Während dieses Leichtmetallprofilrohr etwa die vordere Hälfte des Flügelprofils einnahm, bildete eine leichte, geklebte Sandwich-Waben-Konstruktion den hinteren Teil des Blattprofils.
Diese Bauweise war im Vergleich mit anderen Hubschraubern zwar etwas schwerer, brachte aber auf der anderen Seite bei laufendem Rotor einen großen Vorteil mit sich: Dank der hohen gespeicherten Energie infolge der größeren in Rotation versetzten Masse war bei der Do 32 eine Autorotationslandung weniger gefährlich, als bei den meisten anderen Hubschraubern. Das zeigte sich auch in einer verhältnismäßig kleinen Gefahrenzone (dead man’s curve), die von 10 bis 25 m Höhe und von 0 bis 25 km/h reichte. Sie zu meiden wurde im Flughandbuch ausdrücklich nur von wenig erfahrenen Piloten verlangt.
Die große Drehmasse des Rotors erlaubte der Do 32 außerdem eine bei Vorführungen besonders beeindruckende Leistung, den sogenannten Sprungstart. Wenn der Rotor am Boden bei gedrücktem Blattverstellhebel auf die höchstzulässige Drehzahl von 500/min gebracht wurde, konnte man mit bis zu 7 m/s in die Luft springen. War dabei die Rotordrehzahl bis auf den normalen Wert von etwa 400/min abgesunken, hatte die Maschine bereits eine Höhe von 30 bis 40 m erreicht.

### Die Zelle
Getragen wurden alle Bauteile der Do 32 durch ein leichtes Stahlrohrgerüst, an dem das Triebwerk, der Pilotensitz, das Seitenleitwerk und die drei Beine des Landegestells befestigt waren, von denen jedes am Ende einen Gleitschuh hatte. Am oberen Ende des mastartigen Mittelteils, in dem der Kraftstoffbehälter untergebracht war, saß der kippbare Rotorkopf, der durch den hängenden Steuerknüppel bewegt wurde. Zur Steuerung gehörte auch noch der übliche, an der linken Seite des Führersitzes angebrachte Blattverstellhebel (collective pitch), an dem das Funkgerät als Gewichtsausgleich befestigt war. Die Flugüberwachungsgeräte waren gut ablesbar am vorderen Landegestellbein befestigt. Alle größeren Teile waren so beiklappbar, dass der gesamte Hubschrauber in seine Transportkiste mit den Außenabmessungen 380 × 85 × 101 cm passte.

## Bau und Erprobung

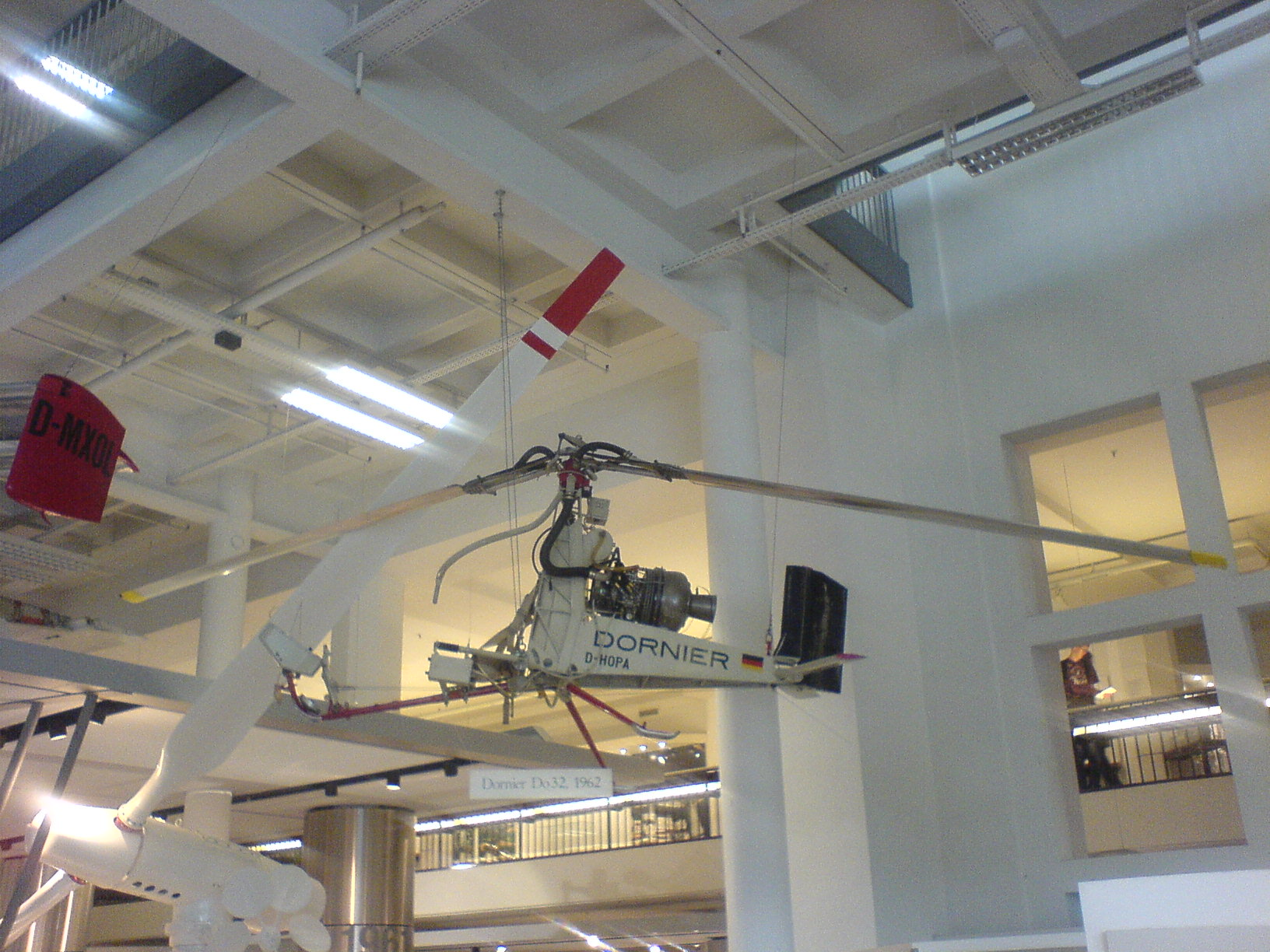
Dornier Do 32 im Deutschen Museum

Gebaut wurden insgesamt vier Hubschrauber Do 32, von denen drei geflogen sind. Sie waren mit den Kennzeichen:
- D-HOPA (V-1)
- D-HOPF (V-2)
- D-HOPS (V-3)

vorläufig zum Verkehr zugelassen. Alle drei wurden jedoch während der Erprobung zerstört. Der vierte, die V-4, ging an das Deutsche Museum in München, wo sie fiktiv das Kennzeichen erhielt, das die V-1 getragen hatte (D-HOPA).
Werknummern bekamen die vier Fluggeräte nicht.
Vor der Flugerprobung wurde ein kompletter Hubschrauber in einem Prüfstand mit Schutzgittern ringsherum einem 100-Stunden-Prüflauf unterzogen, bei dem alle Funktionen von Antrieb und Steuerung ständig geprüft und die Werte mit verschiedenen Messmethoden gemessen und aufgezeichnet wurden. Der Kraftstoffvorrat wurde von außerhalb durch eine elektrische Pumpe ständig ergänzt, um längere Laufzeiten zu erreichen, als mit dem für nur rund 45 Minuten reichenden Inhalt des Kraftstoffbehälters möglich gewesen wären. Nach dieser Standerprobung wurde der Hubschrauber vollkommen zerlegt und alle Teile auf Abnutzung und etwaige Risse untersucht. Es wurden keinerlei Schäden festgestellt und nach dem Wiederzusammenbau war der verwendete Hubschrauber wieder voll flugklar.
Der Erstflug der V-1 fand am 3. Juli 1962 statt, nachdem zuvor 4 Flüge mit an den Boden gefesseltem Hubschrauber mit nur etwa 0,5 m Höhenfreiheit stattgefunden hatten. Nach 204 Flügen, bei denen jeder nur denkbare Betriebsfall und alle Betriebsgrenzen erprobt und untersucht worden waren, fiel der Hubschrauber V-1 einem Startunfall zum Opfer, wobei der Pilot schwer verletzt wurde.
Die Erprobung wurde mit den beiden anderen Hubschraubern fortgesetzt, wobei mehrfach auf der aufgeklappten und auf einem LKW-Anhänger liegenden Transportkiste gelandet wurde. Auch ein Höhenflug bis auf 1500 m fand statt. Der zweite Hubschrauber ging bei einer Autorotationslandung verloren, als das rechte Fahrwerksbein im weichen Boden der Landestelle einsank und der in der Steuerung sehr empfindliche Hubschrauber beim Versuch, ihn nochmals abzuheben, um auf einen etwas festeren Grund zu kommen, nach links kippte. Der dritte Verlust entstand bei einem Versuch, die vorderste mögliche Schwerpunktlage zu erfliegen. Durch zwei am vorderen Fahrwerkrohr nicht abwerfbar befestigte Eisengewichte erwies sich dieser Zustand als nicht mehr aussteuerbar, so dass ein Absturz vornüber unvermeidbar wurde.
Bald danach erlosch auch das Interesse des Auftraggebers und die Entwicklung wurde eingestellt.

### Schlussbemerkung
Die Do 32 mit diesem Antriebsprinzip hatte Vorgänger. Der erste war der bereits 1943 von Fritz von Doblhoff zusammen mit Theodor Laufer entwickelte Hubschrauber WNF 342. Theodor Laufer ging nach Kriegsende zur SNCASO nach Frankreich, wo er die Hubschrauber SO 1100 „Ariel“ und SO 1221 „Djinn“ konstruierte. Von der letzteren kaufte auch die Bundeswehr 6 Stück zur Erprobung. Zurückgekehrt nach Deutschland, konstruierte Theodor Laufer dann bei Dornier die Do 32. Auf ihrem Antriebsprinzip beruhend entstand wenig später die bodengefesselte Rotorplattform Do 34 und die Do 132 ein Projekt für einen fünfsitzigen Verbindungshubschrauber. Ebenso basierte das Projekt des Kranhubschraubers P 406 auf diesem Antriebsprinzip.

## Technische Daten
|                 | Kenngröße                                           | Daten       |
| --------------- | --------------------------------------------------- | ----------- |
| Abmessungen     | Hauptrotordurchmesser                               | 7,5 m       |
| Abmessungen     | Länge des Rumpfes                                   | 3,2 m       |
| Abmessungen     | Spurweite des Landegestells                         | 2,06 m      |
| Abmessungen     | Höhe                                                | 1,89 m      |
| Gewichte        | Leermasse                                           | 151 kg      |
| Gewichte        | Gesamtmasse (normal)                                | 290 kg      |
| Gewichte        | Überlastmasse                                       | 320 kg      |
| Leistungen      | Höchstgeschwindigkeit im Horizontalflug             | 110 km/h    |
| Leistungen      | Empfohlene Reisegeschwindigkeit                     | 80–90 km/h  |
| Leistungen      | Steiggeschwindigkeit bei 60 km/h                    | 2 m/s       |
| Leistungen      | max. zulässige Steiggeschwindigkeit bei Sprungstart | 7 m/s       |
| Leistungen      | Gipfelhöhe bei 70 km/h                              | 3000 m      |
| Leistungen      | Gipfelhöhe im Schwebeflug                           | 300 m       |
| Leistungen      | Flugdauer bei Vollgas                               | 38 Minuten  |
| Leistungen      | Reichweite hierbei                                  | 66 km       |
| Rotordrehzahlen | Normalbereich                                       | 400–470/min |
| Rotordrehzahlen | Gesamtbereich                                       | 370–500/min |